# فرودگاه بین‌المللی موصل
فرودگاه بین‌المللی موصل (به انگلیسی: Mosul International Airport) یک فرودگاه همگانی و نظامی با کد یاتا OSM است که یک باند فرود بتن دارد و طول باند آن ۲۶۵۰ متر است. این فرودگاه در شهر موصل کشور عراق قرار دارد و در ارتفاع ۲۱۶ متری از سطح دریا واقع شده‌است.

## شرکت‌های هواپیمایی و مقصدهای پروازی
| شرکت‌های هواپیمایی | مقصدهای پروازی                 |
| ----------------- | ------------------------------ |
| هواپیمایی عراق    | بغداد (service suspended)      |
| ایران ایر         | امام خمینی (service suspended) |
| ترکیش ایرلاینز    | آتاترک (service suspended)     |
| بریتیش ایرویز     | هیترو لندن (service suspended) |
| هواپیمایی سوریه   | دمشق (service suspended)       |